# Boss DC-3 Digital Dimension
Boss DC-3 Digital Dimension är en effektpedal för gitarr, tillverkad av Roland Corporation under varumärket Boss mellan 1988 och 1993. Effektpedalen tillverkades i Japan.

## Historia
Boss DC-3 Digital Dimension är en vidareutveckling av den tidigare Boss DC-2 Dimension C, men använder sig av digitala kretsar istället för analoga kretsar. Den har heller inga förprogrammerade iställningar som DC-2, utan istället fyra kontroller för iställning av ljudet.
Boss DC-3 Digital Dimension har även stereoutgångar för att kunna skapa ett brett spektrum av effekten.
På senare modeller ändrades namnet från Digital Dimension till Digital Space-D. Modellen med namnet Digital Space-D tillverkades endast för den japanska marknaden, och anses som större samlarobjekt än Digital Dimension.